# Municipio de McLauchlin
El municipio de McLauchlin (en inglés: McLauchlin Township) es un municipio ubicado en el  condado de Hoke en el estado estadounidense de Carolina del Norte. En el año 2010 tenía una población de 21.455 habitantes.

## Geografía
El municipio de McLauchlin se encuentra ubicado en las coordenadas 35°1′8.59″N 79°6′40.11″O / 35.0190528, -79.1111417.